# Neotominae
Neotominae hay còn gọi là chuột Bắc Mỹ là một phân họ gặm nhấm trong họ Cricetidae. Phân họ này chứa 04 tông với 16 chi, gồm các loài chuột Tân Thế giới được tìm thấy ở Bắc Mỹ, những loài chuột phổ biến được biến đến trong họ này gồm chuột nai, chuột chân trắng, chuột đàn và chuột châu chấu. Phân họ này có mối quan hệ gần gũi với hai phân họ chuột ở Tân Thế giới là Sigmodontinae và Tylomyinae, có nhiều lý thuyết đề nghị gộp cả ba phân họ này vào một họ duy nhất là Sigmodontinae.

## Phân loài
- Phân họ NEOTOMINAE
  - Tông Baiomyini
    - Chi Baiomys - Chuột nhắt lùn
    - Chi Scotinomys - Chuột nhắt nâu

  - Tông Neotomini
    - Chi Neotoma - Chuột đàn
    - Chi Xenomys
    - Chi Hodomys
    - Chi Nelsonia

  - Tông Ochrotomyini
    - Chi Ochrotomys

  - Tông Reithrodontomyini
    - Chi Peromyscus - Chuột nai
    - Chi Reithrodontomys - Chuột gặt Tân Thế giới
    - Chi Onychomys - Chuột châu chấu
    - Chi Neotomodon
    - Chi Podomys
    - Chi Isthmomys
    - Chi Megadontomys - Chuột hươu lớn
    - Chi Habromys - Chuột hươu
    - Chhi Osgoodomys